# Questione di pelle
Questione di pelle (Les tripes au soleil) è un film del 1959 diretto da Claude Bernard-Aubert.

## Trama
La cittadina di Siccáda è divisa tra la popolazione di razza bianca, sita nella città alta, e quella di razza negra, che abita la città bassa. I giovani Bob Stanley, bianco, e Bessie Vance, afroamericana, partecipano insieme ad una festa. L'episodio scatena l'ira del gruppo di bianchi presenti che in seguito serrano Bob dentro un bar picchiandolo a sangue. Il fatto provoca la rabbia dell'intera popolazione bianca, ignara dei reali avvenimenti, decisa a sterminare tutti i negri, creduti colpevoli. Il padre di Bob, decide di recarsi a piedi attraverso il deserto per raggiungere il paese più vicino per cercare l'aiuto della polizia. Qui viene raggiunto da Vance, padre di Bessie, deciso ad ucciderlo. Ma quando questi trova Stanley steso a terra dalla disidratazione, lo aiuta. Rimessosi in piedi, Stanley lo ringrazia offrendogli la sua amicizia. Assieme tornano a Siccáda, ma i bianchi sparano Vance che cade a terra esanime. Sdegnate, le famiglie dei due giovani lasciano con la stessa carrozza la cittadina, in festa per l'uccisione di Vince. Morte soltanto simulata da quest'ultimo, che appena fuori Siccáda viene allo scoperto dal telo con cui è coperto con una grassa risata.

## Produzione
Il film, una coproduzione italofrancese, è stato girato in 8 settimane, dal 5 settembre 1958 al 9 novembre 1958.

## Critica
(Leo Pestelli)